# 诽谤
诽谤又稱譭謗、诋譭或名誉损毁、妨害名譽，是一种明确表示或暗示的虛假事实，可能给个人、企业、产品、团体、政府或民族负面形象的「與事實不符」的宣稱。
誹謗一般是撒謊，但在一些國家的法律下，即使講的是真話，也可能構成誹謗。如在中華民國的法律規定下，不論講的是真話還是撒謊，只要談的事情涉及他人私德，都會構成誹謗罪；此外在大韩民国，哪怕陈述是真实的，只要造成当事人名誉损毁一并视作“诽谤”并被列为民事诉讼。

## 誹謗的定義
根據一些普通法系下的惯例，“诽谤”的定义必须包含“虚假性陈述”且必须向被诽谤者以外的人阐述虚假内容才构成。否则可能会被视作人身攻击或公然侮辱。在這種意義下，誹謗屬於撒謊，是謊言的一種形式。另有普通法系地区将诽谤分为口頭的短暫形式誹謗（slander）及通告媒体方式之永久形式诽谤（libel），如报纸、图像或阴影造成当事人名誉毁损。然而并不是所有容易造成公众“误导”的声明亦或媒体都会被视作诽谤，比如美国就有条文保障“严格来说并非虚假，但可能会对公众造成误导之媒体及声明”。
有些情況下，诽谤同时会被视作刑事犯罪。但“诽谤”是否应该视作犯罪则有争议；如2012年联合国人权委员会曾裁定菲律宾的诽谤罪不符合《公民权利及政治权利国际公约》第19条，并责成各缔约国应考虑将诽谤非罪化。另在沙烏地阿拉伯“诽谤在世及逝世王室成员”更被视作恐怖主义以此判刑。
在一些國家，誹謗不一定要涉及實際發言，即使只是贊同誹謗性言論，也可能被告誹謗，像例如在瑞士，就有人因為在FB上對誹謗動保人士的言論按讚而被起訴，並被判處罰金，而此判決也引來一些非議。
在法律下，誹謗與公然侮辱是不同的，誹謗涉及談論他人具體行為的言詞；而公然侮辱則不涉及這樣的談論。像例如僅僅是在眾人面前罵某甲「幹你娘」是公然侮辱，但在眾人面前說某甲「小偷」、「考試作弊」或「借錢不還」等等可能涉及誹謗。

## 匿名诽谤
匿名誹謗是指加害者利用傳播媒體當中，具有可匿名的特性，去誹謗受害者的一種手段。例如：
- 黑函（Poison pen letter），又稱匿名誹謗信。
- 網路匿名誹謗，如ptt上的做夢文。[12]
- 刊登於報紙上，未署名的誹謗廣告[13]

## 對死者的誹謗
在英美普通法下，告他人「誹謗已死的人」通常是告不成的；然而一些地方為了保障後代的權益，所以對死人永久形式的誹謗還是可能會吃上官司。因此像例如在口頭上說「貓王是戀童癖」這種對已死之人（貓王於1977年去世）沒根據的評論，通常是告不成的；但若印製T恤上面說「貓王是戀童癖」，在一些地方是可能吃上官司的。
在中華民國，1970年代曾經有唐朝男性政治人物與文學家韓愈的39代後人就潮州文獻發行人郭壽華撰文說韓愈得花柳病一事控告郭壽華誹謗，結果告成功的案例。
一些國家對誹謗死人設下年限，在這些國家，對死掉超過一定時間的人的誹謗不能成案，像例如瑞士規定如果一個人已死超過三十年，那對他的誹謗是不起訴的。

## 對誹謗的濫用
新加坡政府經常以誹謗罪控告持不同政見者，甚而有徐順全等被告到破產的例子。新加坡也有部落客說總理李顯龍濫用法院體系，利用誹謗罪打壓新加坡言論自由。
在美國，為了減少公眾人物以誹謗來阻止新聞媒體的報導自由，並導致寒蟬效應的可能，因此美國最高法院在1964年訂出了真實惡意原則，指政府官員（Public Officials）在指控媒體報導涉嫌誹謗或侵害名譽時，必須證明被告「明知其言論不實」（with knowledge the statement was false），或「對於其言論真實與否毫不在意」（with reckless disregard of whether the statement was false or not），才能夠讓名譽權受損事實成立。因為必須舉證媒體報導中具備相當的主觀惡意，這增加了政治人物對媒體侵害其名譽權的訴訟難度。而真實惡意原則的結果是在美國，政府官員的名譽權受到限縮，而言論自由的範圍得到擴張。

## 民事責任
英美法系的誹謗（defamation）屬民事範疇，可分為永久形式誹謗（libel）及短暫形式誹謗（slander）。永久形式誹謗無須特殊損害即可提出訴訟（actionable per se）。
證明誹謗一般需要「誹謗性」、「指涉原告人」及「出版」幾個元素，上述元素須由原告人舉證。
被告一般可以用有理可據、「無須解釋或反駁而享有特權」（例如英國議院、香港立法會會議上的陳述）、「須經解釋或反駁才享有特權」（例如在會社或其小組委員會）、公眾利益或公允評論作為抗辯理由。

## 刑事責任
“诽谤”是否应该视作犯罪有争议，一些說法認為誹謗不該視為刑事罪行。如2012年联合国人权委员会曾裁定菲律宾的诽谤罪不符合《公民权利及政治权利国际公约》第19条，并责成各缔约国应考虑将诽谤非罪化。

### 中華民國
《中華民國刑法》第310條（誹謗罪）：
1. 意圖散布於眾，而指摘或傳述足以毀損他人名譽之事者，為誹謗罪，處一年以下有期徒刑、拘役或一萬五千元以下罰金。
2. 散布文字、圖畫犯前項之罪者，處二年以下有期徒刑、拘役或三萬元以下罰金。
3. 對於所誹謗之事，能證明其為真實者，不罰。但涉於私德而與公共利益無關者，不在此限。

換句話說，在中華民國的法律規定下，即使講的是真話，但若談的事情涉及他人私德，一樣會構成誹謗罪。

### 中华人民共和国
《中华人民共和国刑法》第246条（侮辱罪及誹謗罪）：
1. 以暴力或者其他方法公然侮辱他人或者捏造事实诽谤他人，情节严重的，处三年以下有期徒刑、拘役、管制或者剥夺政治权利。
2. 前款罪，告诉的才处理，但是严重危害社会秩序和国家利益的除外。
3. 通过信息网络实施第一款规定的行为，被害人向人民法院告诉，但提供证据确有困难的，人民法院可以要求公安机关提供协助。

侵犯的对象必须是针对特定的自然人。
诽谤罪与侮辱罪的区别，侮辱不是用捏造的方式进行，而诽谤则必须是捏造事实。诽谤罪与诬告陷害罪的区别在于：诬告陷害捏造的是犯罪的事实，诽谤罪捏造的是足以损害他人人格、名誉的事实，向政府机关和有关部门告发，意图是使他人受刑事处分；诬告陷害罪是公诉案件。
诽谤罪只有在严重危害社会秩序和影响国家利益的情况下是公诉案件，一般情況均为告诉才处理的案件。
2013年9月9日，最高人民法院、最高人民检察院公布《关于办理信息网络实施诽谤等刑事案件的司法解释》。司法解释规定，利用信息网络诽谤他人，同一诽谤信息实际被点击、浏览次数达到5000次以上，或者被转发次数达到500次以上的，应当认定为刑法第246条第1款规定的“情节严重”，可构成诽谤罪；如果行为人明知是捏造的损害他人名誉的事实，实施了在信息网络上散布的行为，主观上故意，客观上造成实际损害，情节恶劣的，以诽谤罪定罪处罚。如果行为人不明知是他人捏造的虚假事实而在网络上发布转发的，即使对被害人名誉造成一定的损害，也不构成诽谤罪。

## 參閱
- 誹謗法（英语：defamation act）
- 違法致死索賠（英语：wrongful death claim）(不法死亡索賠/非法死亡索賠)
- 人身攻擊、真實惡意原則
- 造謠
- 抹黑策略
- 人格暗殺
- 扣帽子
- 妖魔化
- 汙名化
- 煽動仇恨
- 人权
- 言論自由、新闻自由
- 中華民國言論自由
  - 臺灣人權#思想自由與表達自由
- 侮辱
- 不敬罪

## 外部連結
- 中的“诽谤”